# Бранислав Матић Бели
Бранислав Матић Бели (Београд, 1952 — Београд, 4. августа 1991) је био српски и југословенски контроверзни бизнисмен, који је заједно са Ђорђем Божовићем Гишком био оснивач Српске гарде, паравојне формације Српског покрета обнове.

## Пословања
Бранислав Матић Бели је рођен 1952. године у Београду. Ђорђе Божовић Гишка и Матић су се упознали на Врбицу 1964. године у цркви на Вождовцу и од тада су постали нераздвојни пријатељи.
Напустио је Југославију и отишао у западну Европу. У Београд се вратио 1981. године. Тада се говорило да је власник највећег ауто отпада у Амстердаму и да се обогатио захваљујући препродаји бонова за бензин у Југославији, по вишеструко већој цени. Потом се причало да поседује 70 ауто отпада у Србији, који заправо служе за продају крадених аутомобила који су стигли шверцом из Европе. Ипак, ниједна од ових тврдњи никада није доказана.
Оженио се Тањом, 21. јануара 1989. године. Са њом је добио сина Марка 19. октобра 1990. године, а већ је имао двоје деце.

## Политичка делатност
Гишка и Матић су најпре били симпатизери Слободана Милошевића. Поздрављали су његове потезе око укидања аутономних покрајина, као и Видовдански митинг на Газиместану 1989. године. Гишка је тада сматрао да он: "враћа минимум поноса српском народу." Међутим, када су видели да се он не одриче комунизма, били су разочарани. Матић је као богат човек, дао преко 20.000 марака у оквиру зајма за препород Србије. У својој канцеларији је држао Милошевићеву слику, а штампао је и календаре са његовим ликом и натписом "Слобо - волимо те".
Потом су се придружили Вуку Драшковићу и Српском покрету обнове. Матић је био један од главних финансијера СПО-а. На демонстрацијама 9. марта 1991. године, које је организовао Српски покрет обнове на Тргу републике у Београду, водећу организациону улогу су имали Ђорђе Божовић Гишка, Бранислав Матић Бели, Александар Кнежевић Кнеле и Јован Оташевић.

## Српска гарда
Ђорђе Божовић Гишка, Бранислав Матић Бели и Јован Оташевић су 4. августа 1991. године, одржали смотру Српске гарде у Такову и најавили подизање Трећег српског устанка против Слободана Милошевића. Одатле су кренули за Горњи Милановац, где су Гишка и Оташевић изашли из аутомобила, а Матић је са супругом и Гишкином девојком отишао за Београд.

## Убиство
По повратку из Такова, Матић је убијен 4. августа 1991. године у 21.20 часова, испред своје куће у Улици Милана Распоповића бр. 3 на Вождовцу. На њега је пуцано из аутомата узи, док је излазио из аутомобила, непосредно пошто су пре њега изашли његова супруга Тања Матић, комшиница са двоје деце и девојка Ђорђа Божовића Гишке. Нападачи су се налазили у белом комбију београдских регистрација (BG 920-039), а након пуцњаве су ушли у аутомобил марке мерцедес без регистарских таблица.
У истрази је на лицу места пронађено 27 чаура. Није утврђено да ли је било два или три нападача, а њихов идентитет никада није откривен.

### Реакције
Само дан након Матићевог убиства, председник Српског покрета обнове Вук Драшковић је изјавио:
Бранислава Матића Белог, једног од организатора Српске гарде, на ужасан начин убили су људи који су иза себе имали српску државу. (...) Председништво СПО у овом тренутку само констатује да су убиство члана Штаба и покушај хапшења команданта Српске гарде у оснивању уследили после иступа посланика Војислава Шешеља у Скупштини Србије. Посланик Шешељ је Ђорђа Божовића-Гишку окарактерисао као “познатог криминалца”, а Бранислава Матића – Белог као “плаћеног убицу”, наводећи да је он главни финансијер Српске гарде.— Вук Драшковић
Из више извора се чуло да је заправо било планирано убиство Ђорђа Божовића Гишке. Како се то није десило, полиција је покушала његово хапшење 5. августа, односно само дан након Матићевог убиства.

## Сахрана
Бранислав Матић је сахрањен 6. августа 1991. године на Новом бежанијском гробљу. Његов ковчег је носио и Вук Драшковић, председник СПО-а, који је потом одржао опроштајни говор:
Драги мој Бели, све велике идеје, од постања па до данас, бивају осуђене да прво буду разапете, од Христа на овамо, све што је велико морало је да се заврши на Голготи. Прођимо кроз нашу историју: кога смо то великог Србина имали, а да није трновим венцем крунисан? СПО, којему си приступио када си схватио да они које си помагао не заслужују да буду помогнути и да воде Србију, има ту срећу или несрећу да најбољим главама плаћа идеје демократије, духовне и сваколике обнове наше нације и отаџбине. (...) Драги Бели, Српска гарда за коју си живот дао ће ускоро, веруј ми, а знам да ме чујеш и да ми верујеш, ускоро бити гарда Србије. Србија ће имати своју војску и њена најударнија јединица носиће твоје име.— Вук Драшковић
Потом се говором од Белог опростио Ђорђе Божовић:
Освета, браћо следи освета за ово, ово не може да прође овако. Ја од данас пуштам браду, браду ћу, браћо обријати када Србија буде претходно победила рат и када је будем бријао крвљу његових џелата. Ја сам већ прексиноћ размишљао да убијем 10 душмана и 10 његових џелата, нисам хтео, јер убио бих Србију.— Ђорђе Божовић Гишка
Српска реч, званично гласило Српског покрета обнове, посветило је Браниславу Матићу Белом читав број од 19. августа 1991. године. На насловној страни се налазила фотографија на којој Вук Драшковић носи ковчег са телом Матића и наслов "Жртва црвеног терора: Командант Бели".

## Епилог
Јован Оташевић тврди да је један од Матићевих убица био Насер Орић, тада припадник Савезне полиције и члан обезбеђења Слободана Милошевића, који се након демонстрација 9. марта 1991. године ухапсио Вука Драшковића. Орић је само дан након убиства Бранислава Матића Белог прешао на службу у полицијској станици Илиџа. Касније је постао истакнути командант јединица Армије Босне и Херцеговине на територији Сребренице током рата у Босни и Херцеговини.
Убиство Белог било је, на неки начин, освета државе за 9. март. Бели им је нарочито сметао као финансијер СПО. После убиства, начелник СУП пришао је његовом оцу и загрлио га с речима: "Чика Благоје, све ти је јасно." Случај је водио један млађи инспектор Благоје Аврамовски. Саслушавао је комшије, нешто истраживао, мислили смо да фолира. Једног дана се јавио с речима: "Сазнао сам ко је убио Белог." Није стигао да подели сазнање ни са ким, јер су бачене три бомбе у кафић, на Вождовцу, у коме је седео.— Јован Оташевић
Милица Оташевић, супруга Јована Оташевића, настрадала је 2008. године на паркингу хотела "Авала". Медији су писали о несрећном случају или самоубиству, мада су многи сумњали у те наводе, будући да је она остала једини сведок убиства Бранислава Матића.